# Orconectes margorectus
Orconectes margorectus är en kräftdjursart som beskrevs av Taylor 2002. Orconectes margorectus ingår i släktet Orconectes och familjen Cambaridae. IUCN kategoriserar arten globalt som nära hotad. Inga underarter finns listade i Catalogue of Life.